# Xã Galena, Quận Jasper, Missouri
Xã Galena (tiếng Anh: Galena Township) là một xã thuộc quận Jasper, tiểu bang Missouri, Hoa Kỳ. Năm 2010, dân số của xã này là 27.239 người.